# 나일악어
나일악어(Nile crocodile)는 아프리카 민물 서식지가 원산지인 크로커다일과의 대형 악어로 26개국에 분포한다. 사하라 이남 아프리카에 널리 분포하며, 대부분 대륙의 동부, 남부, 중부 지역에 분포하며 호수, 강, 늪, 습지 등 다양한 유형의 수중 환경에 서식한다. 염수 환경에서도 서식할 수 있지만, 바닷물에서 거의 발견되지 않지만, 삼각주와 기수호에서 가끔 서식한다. 이 종의 분포 지역은 한때 나일강 전역에 걸쳐 북쪽으로 뻗어 있었고, 나일강 삼각주의 북쪽까지 뻗어 있었다. 일반적으로 다 자란 수컷 나일악어의 길이는 3.5~5m이고 몸무게는 225~750kg이다. 그러나 길이는 6.1m, 무게는 1,000kg이 넘는 표본이 기록되었다. 아프리카에서 가장 큰 민물 포식자이며, 현존하는 파충류로는 바다악어 다음으로 세계에서 두 번째로 큰 것으로 간주될 수 있다. 크기는 성적으로 이형성이며, 암컷은 보통 수컷보다 약 30% 작다. 나일악어는 두껍고 비늘이 있으며, 두꺼운 갑옷을 입은 피부를 가지고 있다.
나일악어는 기회주의적인 최상위 포식자이며, 매우 공격적인 악어로 범위 내에 있는 거의 모든 동물을 잡아먹을 수 있다. 그들은 다양한 먹이를 먹는 일반주의자이다. 그들의 먹이는 주로 다른 종의 물고기, 파충류, 새, 그리고 포유류로 구성되어 있다. 그들은 공격하기에 적절한 순간이 오기까지 몇 시간, 며칠, 심지어 몇 주를 기다릴 수 있는 복병 포식자이다. 그들은 민첩한 포식자이며 먹이가 공격 범위 내에서 잘 오기를 기다린다. 빠른 먹이도 공격에 면역이 되지 않다. 다른 악어들처럼 나일악어들은 모든 동물들 중에서 독특한 강력한 물린 곳과 살 속으로 가라앉는 날카로운 원추형 이빨을 가지고 있어 거의 풀 수 없는 악력을 가능하게 한다. 그들은 물 속에서 큰 먹이를 잡아 익사시킬 수 있는 큰 이점인 물속에서 오랜 시간 동안 강한 힘을 가할 수 있다.
나일악어는 비교적 사회적이다. 그들은 떼지어 다니는 물고기나 큰 시체와 같은 큰 먹이 공급원과 햇빛을 쬐는 장소를 공유한다. 그들의 엄격한 서열은 크기에 의해 결정된다. 크고 늙은 수컷들이 이 서열의 맨 위에 있고, 먹이와 최고의 햇빛을 쬐는 장소에 먼저 접근한다. 악어들은 이 서열을 존중하는 경향이 있는데, 이것이 침해되면 그 결과는 종종 폭력적이고 때로는 치명적이다. 대부분의 다른 파충류들과 마찬가지로 나일악어들은 알을 낳는데, 암컷과 수컷이 지키고 있어 나일 악어는 수컷이 부모의 보살핌에 기여하는 몇 안 되는 파충류 종 중 하나이다. 부화한 수컷들도 일정 기간 동안 보호를 받지만, 스스로 사냥을 하고 부모가 먹이지는 않다.
나일악어는 가장 위험한 악어 종 중 하나이며 매년 수백 명의 사람들이 목숨을 잃다. 마그레브에서 지역적으로 약간의 감소나 멸종에도 불구하고 흔하고 멸종 위기에 있지 않다.

## 특성 및 생리학

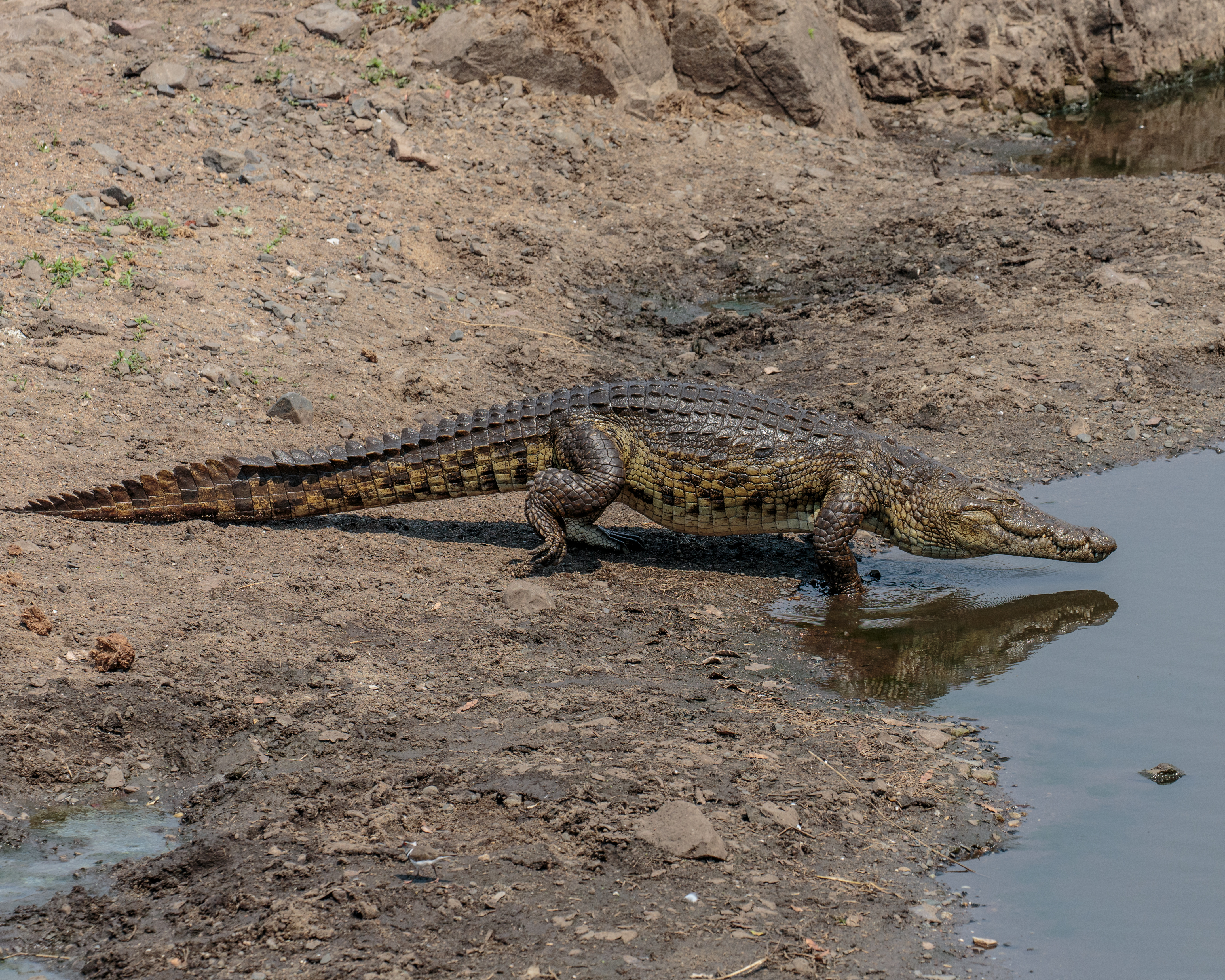
남아프리카 공화국의 나일악어

다 자란 나일악어는 위가 어두운 청동색을 띠고 있으며, 퇴색한 검은 점과 줄무늬가 등을 가로질러 다양하게 나타나고 배 쪽은 희미한 연황색을 띤다. 옆구리는 매우 다양한 패턴으로 비스듬한 줄무늬로 배열된 어두운 반점이 있다. 환경에 비해 약간의 변화가 발생하는데, 빠르게 흐르는 물의 표본은 더 어두운 호수나 늪에 사는 표본보다 색상이 더 밝은 경향이 있으며, 이는 그들의 환경에 적합한 위장을 제공한다. 나일악어는 녹색 눈을 가지고 있다. 또한 어린 악어는 꼬리와 몸에 어두운 교차 띠가 있는 회색, 다색 또는 갈색으로 위장하는 데 도움이 된다. 어린 악어의 아랫배는 황록색이다. 나일악어는 성숙할수록 어두워지고 교차 띠는 특히 상체에 옅어진다. 성숙하는 동안의 색상 변화도 대부분의 악어 종에서 유사한 경향이 관찰되었다.
나일악어의 형태학적 특징은 대부분 악어 전체에 전형적이다. 예를 들어, 모든 악어와 마찬가지로 나일악어는 4족보행의 짧은 다리, 길고 강력한 꼬리, 등과 꼬리를 따라 이어지는 골화된 조각들이 늘어선 비늘 모양의 가죽, 그리고 강하고 긴 턱을 가지고 있다. 그들의 피부에는 수압의 변화에 반응할 수 있는 잘 이해되지 않은 여러 개의 외피 기관이 있는데, 아마도 물 속에서 먹이의 움직임을 추적할 수 있게 해주는 것으로 추정된다. 나일악어는 배에 더 적은 수의 골배엽을 가지고 있는데, 이것은 좀 더 겸손한 크기의 몇몇 악어들에게 훨씬 더 눈에 띈다. 그러나 이 종은 목뿐만 아니라 몸의 측면에도 작고 타원형의 골배엽을 가지고 있다. 나일악어는 모든 악어와 눈을 보호하기 위한 응혈막을 공유하고 눈물로 눈을 씻어준다. 콧구멍, 눈, 그리고 귀는 머리 꼭대기에 위치하고 있기 때문에 몸의 나머지 부분은 물 속에 숨을 수 있다. 그들은 4개의 방을 가진 심장을 가지고 있지만, 길쭉한 심장 격벽 때문에 발열 특성에 맞게 변형되었지만 생리학적으로 새의 심장과 비슷하며, 이는 특히 혈액을 산소화하는 데 효율적이다. 모든 악어와 마찬가지로 나일악어는 혈액 속에 매우 높은 수준의 젖산을 가지고 있는데, 이것은 그들이 최대 2시간 동안 물 속에서 움직이지 않고 앉을 수 있도록 해준다. 대부분의 척추동물들은 악어만큼이나 높은 수준의 젖산을 가지고 있을 것이다. 그러나 악어가 힘을 쓰면 젖산이 치명적인 수준으로 증가하여 사망에 이를 수 있고, 이는 동물의 내장 기관의 기능 상실로 이어진다. 이것은 야생 악어에서 거의 기록되지 않는데, 보통 인간이 악어를 잘못 다루어서 지나치게 장기간의 육체적 투쟁과 스트레스를 받는 경우에서 관찰된다.

### 크기

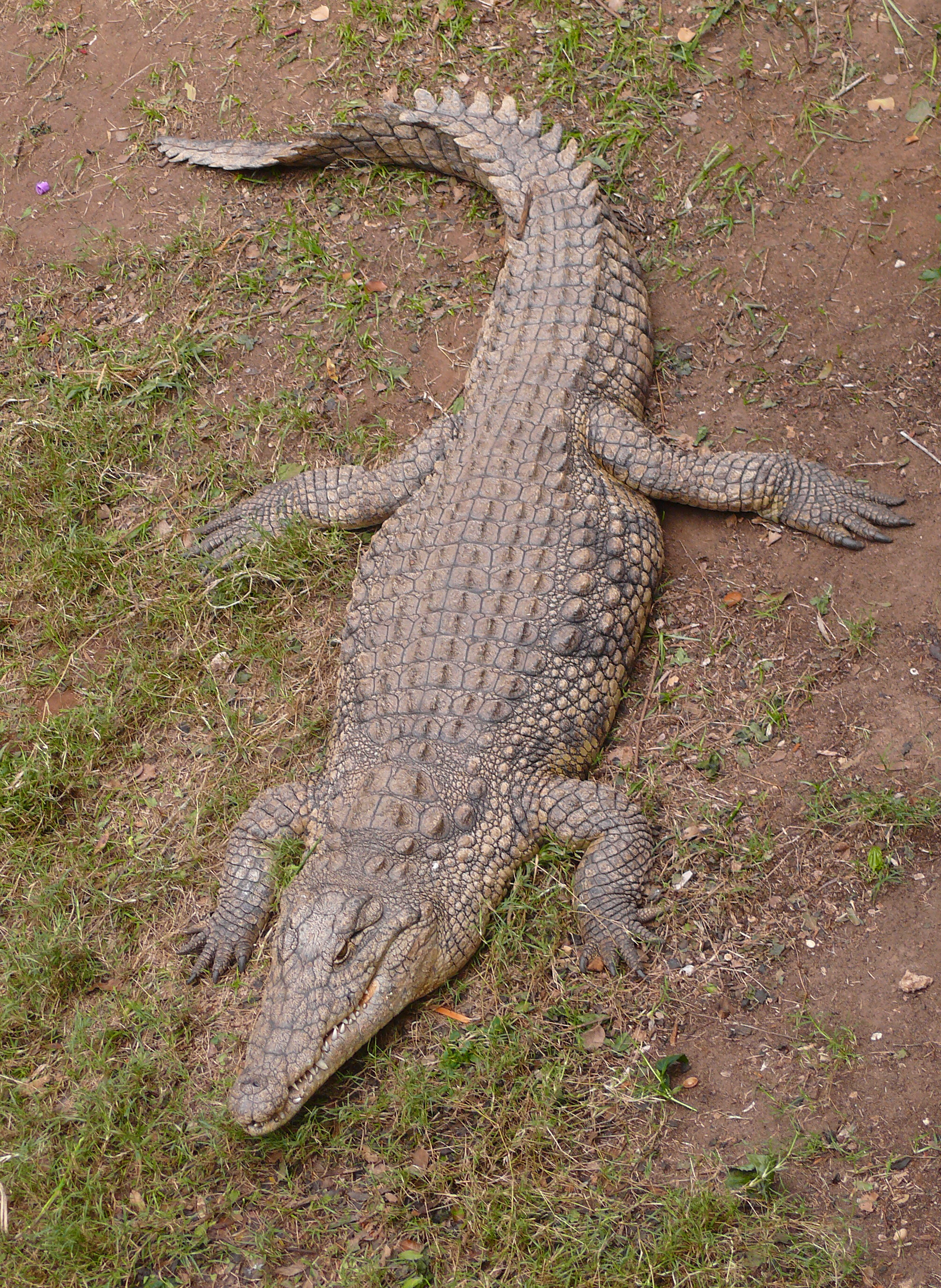
건강한 성체 이하 나일악어

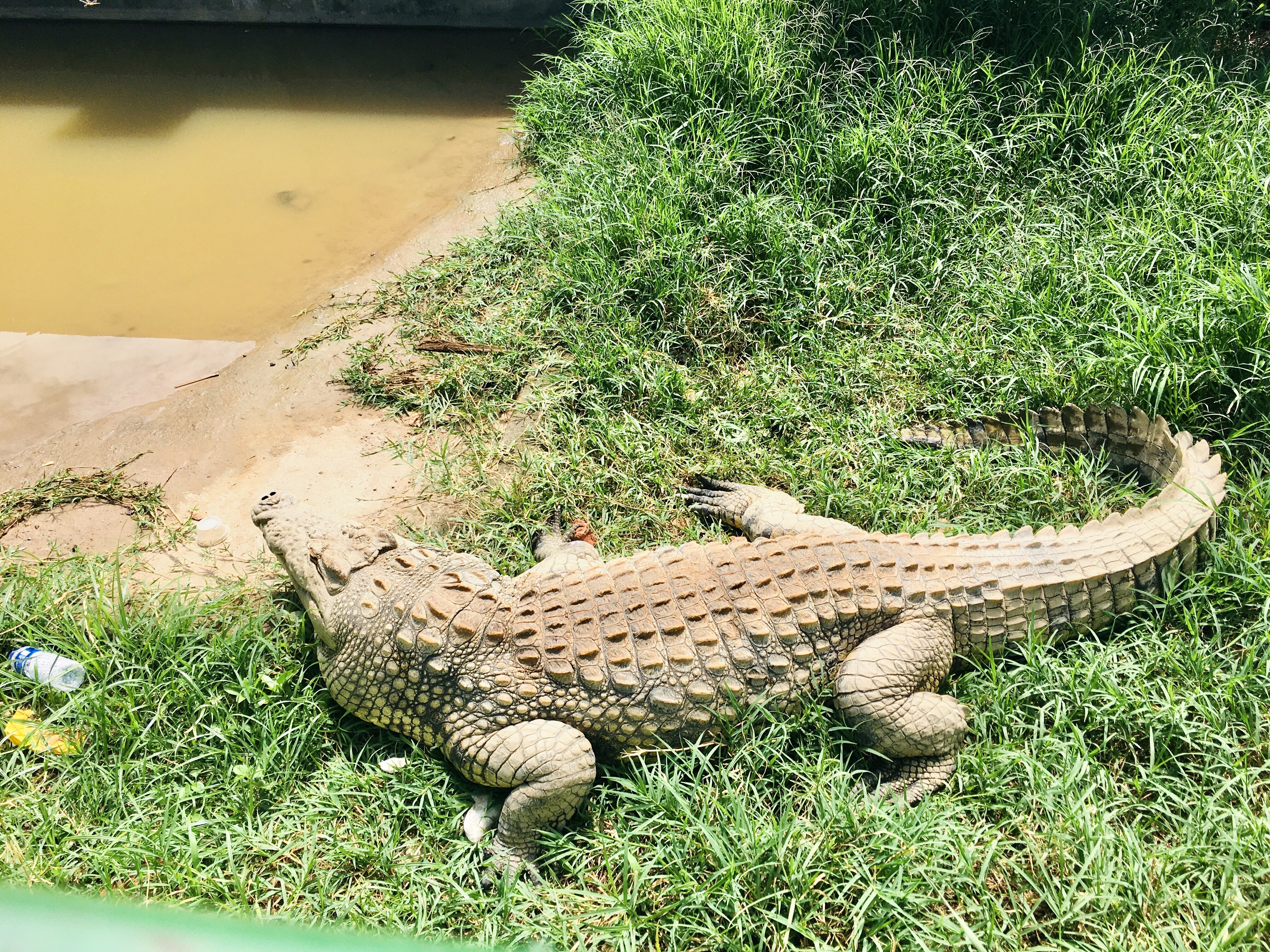
우간다 엔테베에 있는 큰 나일악어

나일악어는 아프리카에서 가장 큰 악어이며 일반적으로 바다악어 다음으로 두 번째로 큰 악어로 간주된다. 일반적인 크기는 4.5~5.5m 정도로 보고되었지만, 이는 대부분의 연구당 실제 평균 크기에 비해 과도하며 대부분의 개체군에서 가장 큰 동물이 달성하는 크기의 상한을 나타낸다. 우간다와 잠비아에서 온 나일악어의 번식 성숙기 평균 길이와 무게는 3.16m , 137.5kg이었다. 비슷하게, 크루거 국립공원의 성체 악어들도 평균 3.65m 길이라고 한다. 이에 비해, 바다악어와 가비알은 모두 평균 약 4m 길기 때문에, 평균 약 30cm 길기 때문에, 말레이가비알은 평균 약 3.75m 길기 때문에, 약간 길기도 할 수 있다. 그러나, 나일악어는 코가 좁고 유선형인 가비알과 말레이가비알에 비해, 살아있는 악어들 중에서 총 평균 신체 질량에서 바닷물 악어 다음으로 더 강하고, 현존하는 파충류 중에서 두 번째로 큰 것으로 여겨진다.
탄자니아 므완자 근처에서 촬영된 가장 큰 수컷의 몸무게는 6.45m, 몸무게는 약 1,043~1,089kg이었다. 총 길이가 5.8m인 또 다른 큰 수컷은 지금까지 기록된 나일악어 중 가장 큰 것 중 하나였다. 이 악어의 몸무게는 1,082kg로 추정되었다.

#### 크기 및 성적 이형성
모든 악어와 마찬가지로 성적으로 이형적이지만 수컷이 암컷보다 최대 30% 더 크지만 바다악어와 같은 일부 종에 비해서는 그 차이가 훨씬 적었다. 수컷 나일 악어는 성 성숙 시 평균 약 30~50cm 더 길고 성 성숙 후 암컷보다 더 많이 자라며, 특히 길이가 4m를 초과한 후 대량으로 확장되었다. 성체 수컷 나일악어의 몸길이는 보통 3.3~5.0m이며, 이 길이에서 평균 크기의 수컷의 몸무게는 150~750kg이다. 매우 오래되고 성숙한 수컷은 길이가 5.5m 이상으로 자랄 수 있다(1900년 이후의 5.5m 이상의 모든 표본은 나중에 분류되었다). 성숙한 수컷의 몸무게는 1,000kg 이상이 될 수 있다. 성숙한 암컷 나일악어의 몸무게는 일반적으로 2.2~3.8m이며, 평균 암컷 표본의 몸무게는 40~250kg이다.
케냐 몸바사 맘바 빌리지 센터에 서식하는 "빅 대디"라는 이름의 한 늙은 수컷은 사육 중인 나일악어 중 가장 큰 악어 중 하나로 간주된다. 몸길이는 5m, 몸무게는 800kg이다. 2007년 카타비 국립공원에서 브래디 바는 총 길이가 5.36m인 표본을 포획했다(꼬리 끝의 상당 부분이 사라진 상태). 이 표본의 무게는 838kg으로 추정되어 생포 및 방사된 악어 중 가장 큰 악어 중 하나이다. 개별 악어의 몸집과 질량은 상당히 가변적일 수 있으며, 어떤 동물은 비교적 날씬한 반면 어떤 동물은 매우 튼튼하며, 암컷은 비슷한 길이의 수컷보다 부피가 큰 경우가 많다. 성숙한 악어가 신체 질량 증가를 겪은 예로, 직접 다룬 대형 악어 중 하나는 4.4m, 무게 414.5kg이었고, 가장 큰 표본은 4.8m, 무게 680kg 이상이었다.
아프리카 남단과 같은 서늘한 기후의 나일악어는 최대 길이가 4m에 불과해 더 작을 수 있다. 말리, 사하라 사막 및 서아프리카의 다른 지역에서 서식하는 악어의 개체 수는 길이가 2~3m에 불과하지만, 현재는 대부분 별도의 종인 서아프리카악어로 인식되고 있다.

## 분포 및 서식지
나일악어는 현재 아프리카에서 가장 흔한 악어이다. 다른 종들, 특히 (작은 크기와 서식지의 극도의 적응성 그리고 식습관의 유연성 때문에) 안경카이만이 실제로 더 풍부해 보이지만, 오늘날 악어들 중에서 바다악어만 더 넓은 지역에서 발견된다. 그러나 이 종의 역사적인 범위는 훨씬 더 넓었다. 그들은 리비아, 튀니지, 알제리, 모로코, 이집트의 나일강 삼각주 북쪽과 이스라엘, 팔레스타인, 시리아의 홍해를 건너서 발견되었다. 나일악어는 역사적으로 그들이 이제는 지역적으로 멸종된 지역에서 기록되어 왔다. 예를 들어, 헤로도토스는 이집트의 모에리스호에 사는 종을 기록했다. 그들은 19세기 초에 세이셸에서 멸종된 것으로 여겨진다. 오늘날, 나일악어는 소말리아, 에티오피아, 우간다, 케냐, 이집트, 중앙아프리카 공화국, 콩고 민주 공화국, 적도 기니, 탄자니아, 르완다, 부룬디, 잠비아, 짐바브웨, 가봉, 앙골라, 남아프리카 공화국, 말라위, 모잠비크, 나미비아, 수단, 남수단, 보츠와나, 카메룬에서 널리 발견된다. 나일악어의 현재 분포 범위는 수단의 나일강과 이집트의 나세르호 지역 지류부터 앙골라의 쿠네네강, 보츠와나의 오카방고 삼각주, 남아프리카 공화국의 올리판츠강까지이다.
고립된 개체군은 또한 마다가스카르에도 존재하는데, 마다가스카르는 지난 2000년 이내에 고유 악어인 보아이악어가 멸종된 후 매우 최근에 이 섬을 식민지로 삼았을 것으로 추정된다. 그러나 2022년에 방사성 탄소 연대 측정에 기초하여 마다가스카르 출신의 크로커다일속의 두개골이 약 7,500년 된 것으로 밝혀졌으며, 이는 보아이악어의 멸종이 나일 악어가 마다가스카르에 도착한 것보다 더 오래된 것임을 시사한다. 나일악어는 삼비라노강에서 톨라나로에 이르는 마다가스카르의 서부와 남부 지역에서 발생한다. 그들은 현대에 잔지바르와 코모로에서 발견되었지만 매우 드물게 발생한다.
이 종은 이전에 범위가 서아프리카와 중앙아프리카 전체로 확장되는 것으로 생각되었지만, 이 개체군은 이제 전형적으로 별개의 종인 서아프리카(또는 사막) 악어로 인식된다. 이 종들 사이의 분포적 경계는 잘 이해되지 않았지만 여러 연구 후에 이제 더 잘 알려져 있다. 서아프리카악어는 나일악어와 접촉할 수 있는 동쪽에서 남수단과 우간다에 이르는 서아프리카와 중앙아프리카의 많은 지역에서 발견된다. 나일 악어는 대부분의 서아프리카와 중앙아프리카에 없지만 후자의 콩고 민주 공화국 동부와 남부 지역, 그리고 중앙아프리카 해안 대서양 지역 (북쪽에서 카메룬까지)까지 분포한다. 두 종 사이에 서식지 분리 수준이 발생할 수 있지만 이것은 확인되어야 한다.

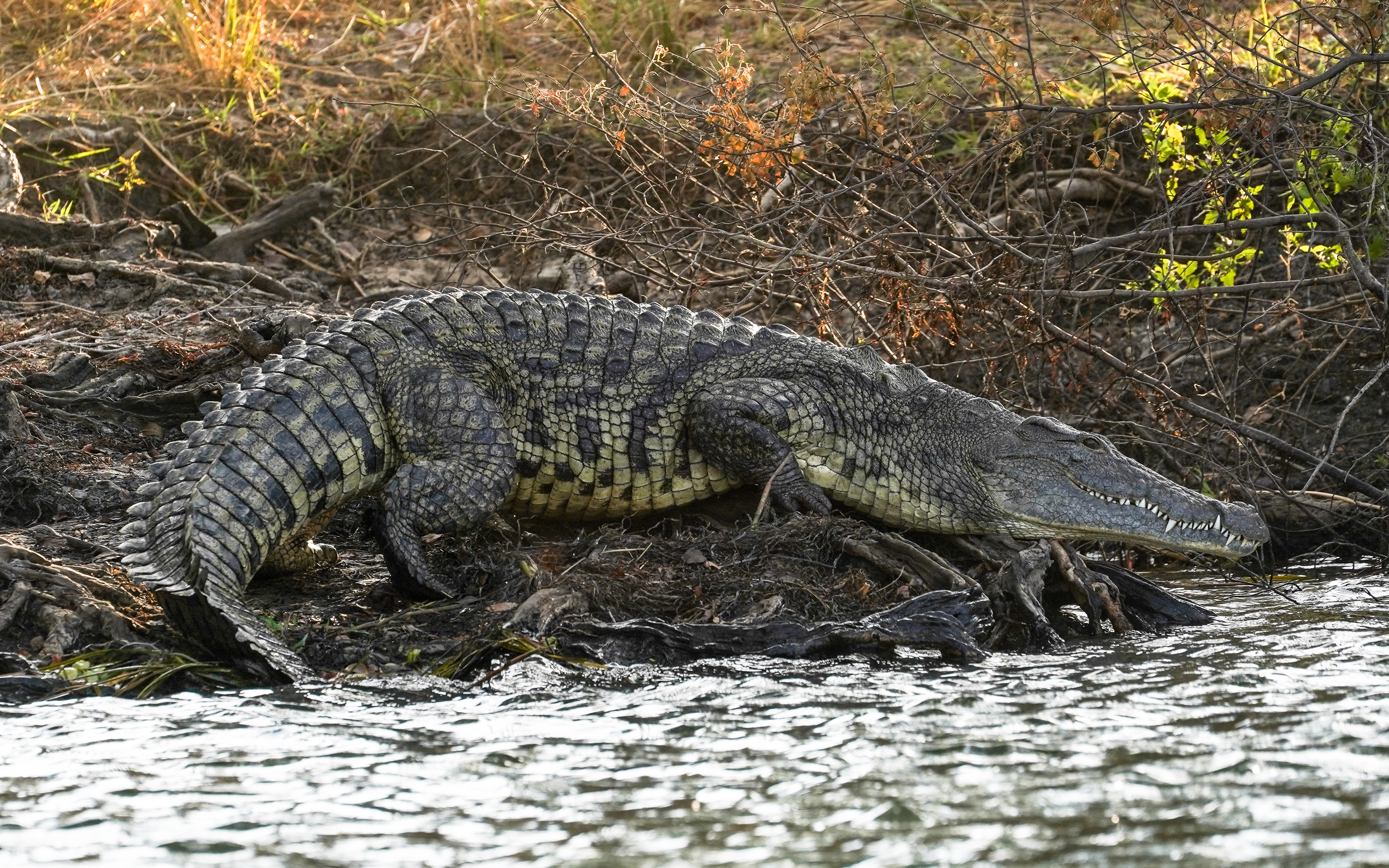
잠비아 카푸에강에 사는 나일악어

나일악어는 작은 기수천, 빠르게 흐르는 강, 늪, 댐, 그리고 조수의 호수와 하구를 포함한 매우 광범위한 서식지 유형을 견딜 수 있을지도 모른다. 동아프리카에서, 그들은 주로 강, 호수, 습지, 그리고 댐에서 발견되며, 더 작은 것보다 개방되고 넓은 수역을 선호한다. 그들은 사바나나 심지어 스텝 기후와 같은 다양한 개방 서식지에 인접한 물에서 종종 발견되지만, 또한 나무가 잘 우거진 늪, 광범위하게 숲이 우거진 강가 지역, 다른 삼림 지대의 수로, 숲의 주변에도 적응할 수 있다. 마다가스카르에서는 나일악어의 남은 개체수가 동굴 내에서 사는 것에 적응했다. 나일 악어는 때때로 일시적인 물웅덩이를 사용할 수도 있다. 아메리카악어, 특히 바다악어와 같이 일반적인 바다로 나가는 종은 아니지만, 나일악어는 모든 진정한 악어(즉, 앨리게이터와 카이만 제외)와 같은 소금샘을 가지고 있으며, 때때로 해안 및 심지어 해양으로 들어간다. 그들은 1917년 세인트루시아 만에서 11km 떨어진 곳에서 한 표본을 기록하며 일부 지역에서 바다로 들어가는 것으로 알려져 있다.

### 침습잠재력
나일악어는 최근 사우스플로리다에서 포획되었지만, 야생에서 번식하고 있다는 징후는 발견되지 않았다. 플로리다주에서 야생에서 포획된 나일악어에 대한 유전적 연구는 이 표본들이 모두 서로 밀접한 관련이 있다는 것을 밝혀냈고, 이는 유입의 단일 출처를 시사한다. 이 출처는 불분명한데, 그들의 유전자가 플로리다주의 다양한 동물원과 테마파크에서 포획된 표본과 일치하지 않기 때문이다. 그들의 토착 아프리카에서 온 나일악어와 비교할 때, 플로리다주의 야생 표본은 남아프리카 나일악어와 가장 밀접한 관련이 있다. 현재 플로리다주에 얼마나 많은 나일 악어가 있는지는 알려져 있지 않다. 그 동물들은 풀어주기 위해 그곳으로 데리고 왔거나 탈출한 동물일 가능성이 있다.

## 행동

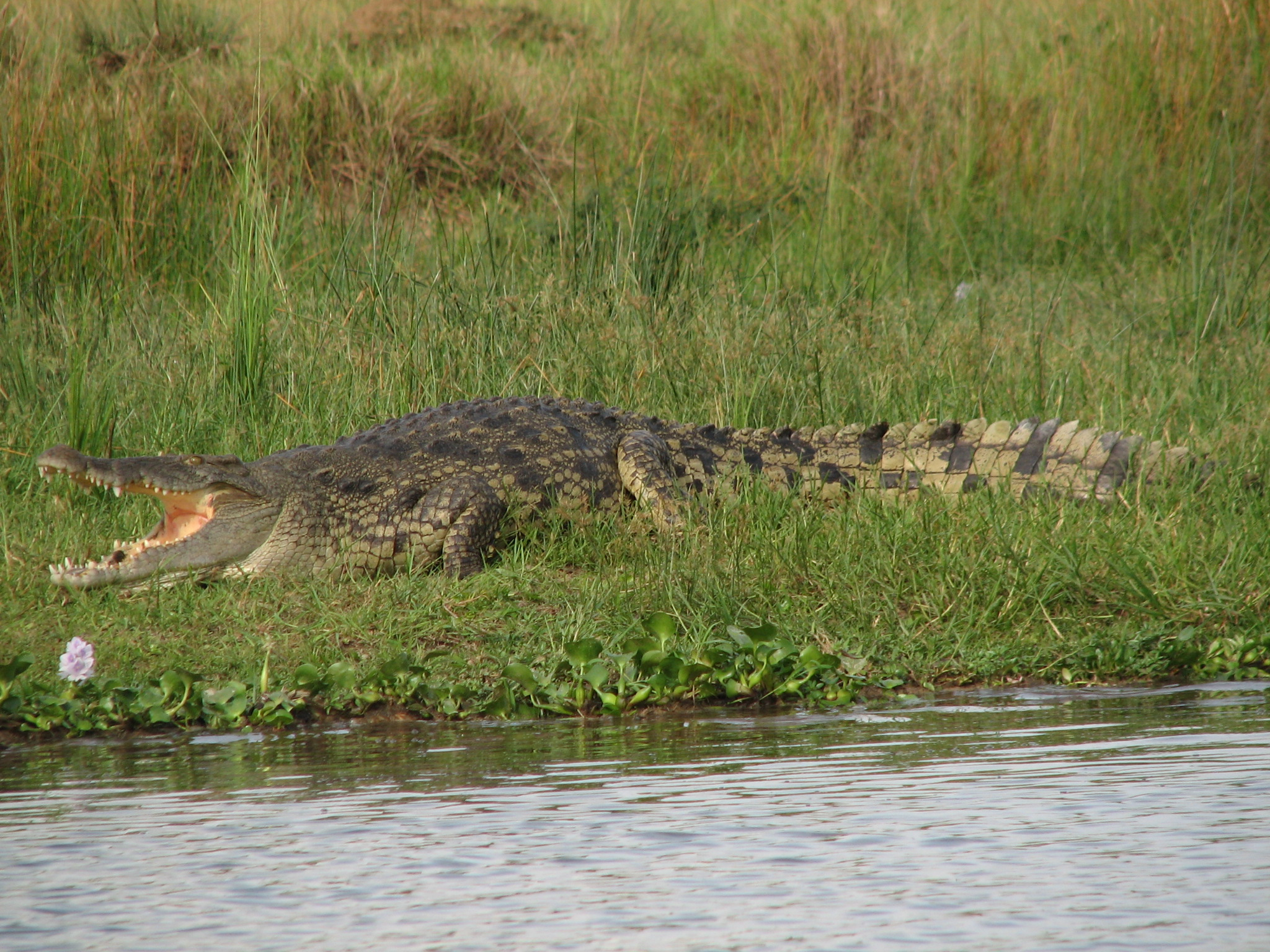
우간다 머치슨 폭포 국립공원의 백나일강을 향해 주먹을 휘두르는 다 자란 나일악어

일반적으로 나일악어는 대부분의 악어와 다른 크고 냉혈한 동물들이 그렇듯이 상대적으로 비활성의 생물이다. 악어의 절반 이상이 방해받지는 않더라도 맑은 날씨가 이어진다면 오전 9시부터 오후 4시까지 계속해서 턱을 벌리고 목욕하는데 시간을 보냈다. 극심한 한낮의 더위에 턱이 묶여 있다면 나일악어는 과열로 인해 쉽게 죽을 수도 있다. 비록 그들은 계속해서 몇 시간 동안 실질적으로 움직이지 않을 수 있지만, 얕은 곳에 앉아있든, 나일악어는 끊임없이 그들의 주변을 인식하고 다른 동물들의 존재를 인식한다고 한다. 그러나 (더 많은 규제에 필수적이지만) 입을 벌리는 것은 다른 악어들에게 위협적인 표현으로 작용할 수도 있다. 예를 들어, 일부 표본은 과열이 위험 요소가 아닌 밤에 입을 벌리는 것이 관찰되었다. 투르카나호에서 악어들은 대부분의 다른 지역에서 온 악어들과 달리 낮 동안 거의 숨을 쉬지 않고 앉아 있는데, 알려지지 않은 이유로 보통 얕은 곳의 표면에 부분적으로 노출되어 있다.

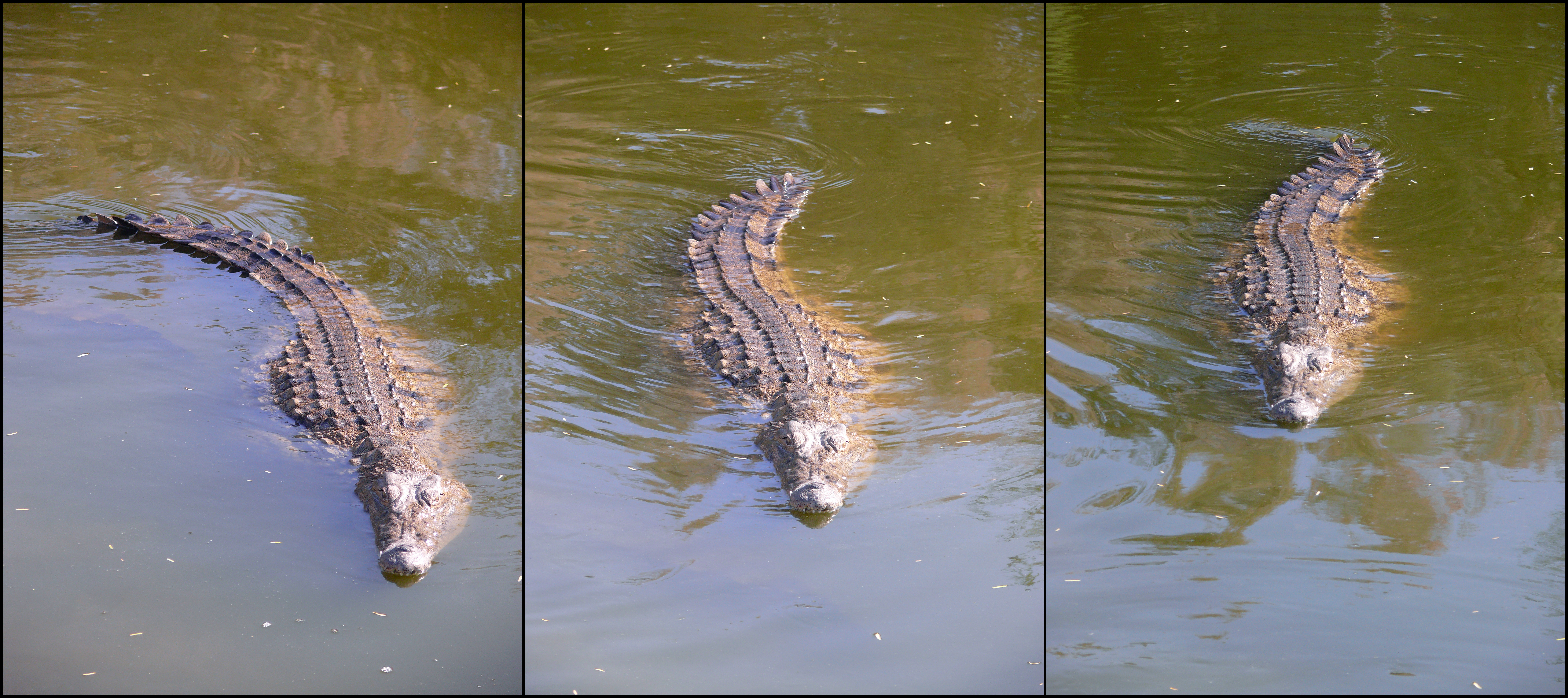
악어는 의욕이 넘칠 때 능숙하고 민첩한 수영을 한다.

남아프리카 공화국에서는 나일악어가 이맘때쯤 목욕하는 시간이 매우 길기 때문에 겨울에 더 쉽게 관찰된다. 흐린 날, 비가 오거나 안개가 낀 날에는 물 속에서 더 많은 시간을 보낸다. 범위의 남쪽 지역에서는 악어가 외부에서 생존할 수 없는 건조하고 서늘한 조건에 대한 반응으로 땅을 파고 터널로 피신하여 심미적 활동을 할 수도 있다. 로열 나탈 국립공원에서 심미적 활동을 하는 동안 총 길이가 60~90cm인 어린 악어들이 대부분 약 1.2~1.8m 깊이로 터널을 파고, 일부 터널은 2.7m 이상으로 가장 긴 3.65m의 길이를 가지고 있다. 심미적 활동을 하는 악어는 무기력하여 겨울잠을 자는 동물과 비슷한 상태에 들어간다. 심미적 활동을 하는 가장 큰 개체들만 가장 따뜻한 날에 굴을 햇볕에 쬐고, 그렇지 않으면 이 악어들은 거의 굴을 떠나지 않는다. 5월부터 8월까지 심미적 활동이 기록되어 있다.
나일악어는 보통 한 번에 몇 분 동안만 잠수하지만, 위협을 받으면 30분까지 물 속에서 수영할 수 있다. 만약 그들이 완전히 활동적이지 않은 상태로 남아 있다면, 그들은 최대 2시간 동안 숨을 참을 수 있다(앞에서 언급한 바와 같이, 그들의 혈액 속에 있는 높은 수준의 젖산 때문이다). 그들은 풍부한 음역과 청력을 가지고 있다. 나일악어는 보통 배를 타고 기어다니지만, 그들은 또한 땅 위로 코를 올린 채로 "높은 걸음"을 할 수도 있다. 더 작은 표본들은 질주할 수 있고, 심지어 더 큰 개체들도 때때로 놀라운 속도로, 잠시 시속 14km에 이를 수 있다. 그들은 죄 없는 방식으로 몸과 꼬리를 움직이며 훨씬 더 빠르게 수영할 수 있고, 알려진 최대 수영 속도는 어떤 인간보다 3배 이상 빠른 시속 30~35km로, 땅 위보다 훨씬 더 오래 이러한 움직임을 유지할 수 있다.

## 사냥 및 먹이

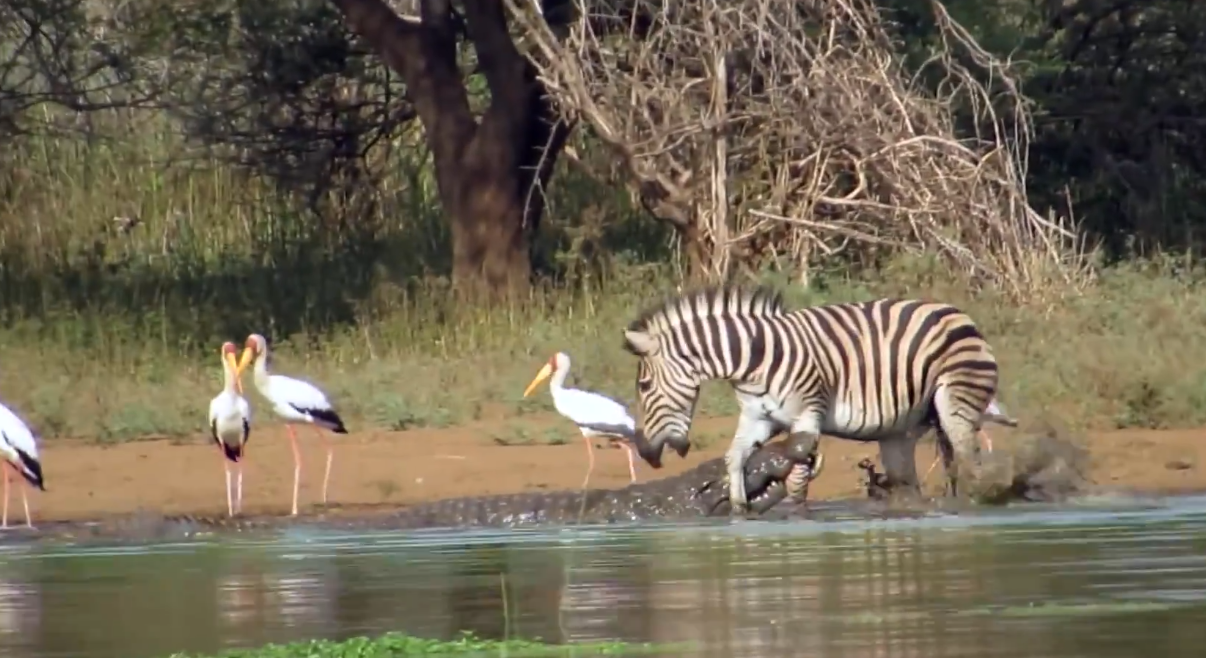
남아프리카 공화국의 크루거 국립공원에서 버첼얼룩말 공격하는 나일악어

나일악어는 범위 내에서 최상위 포식자이다. 물속에서 이 종은 움직임과 압력 센서 모두에 의존하여 물속이나 물가 근처에 있을 수 있을 만큼 불행한 먹이를 잡기 위해 민첩하고 빠른 사냥꾼이다. 그러나 물 밖으로 나온 나일악어는 단단한 땅을 질주하기 때문에 먹이를 쫓기 위해 팔다리에만 의존할 수 있다. 그들이 어디에서 먹이를 공격하든지 간에, 이 악어와 다른 악어들은 성공하기 위해 몇 초 만에 먹이를 잡아야 하기 때문에 사실상 그들의 모든 먹이를 매복 공격으로 가져간다. 그들은 발열 대사를 하기 때문에 식사 사이에 오랜 기간 동안 생존할 수 있다. 그러나 그러한 큰 동물들의 경우, 그들의 배는 비교적 작고, 보통 성인의 농구공보다 크지 않기 때문에 일반적으로 그들은 육식주의자가 아니다. 우간다와 잠비아의 연구에 따르면, 어린 악어들은 그들의 나이보다 더 활발하게 먹이를 먹는다. 일반적으로, 가장 작은 크기 (0.3~1m에서 나일악어들은 아마도 (코트당 17.4%가 꽉 찼을) 것이고, 3~4m의 어른들은 (20.2%) 아마도 공복일 것이다. 연구한 가장 큰 크기 범위에서, 그들은 4~5m에서, 그들은 두 번째로 공복이거나 (10%) 공복이거나 (20%)일 가능성이 높았다. 다른 연구들은 또한 공복을 입은 많은 성인 나일악어들을 보여주었다. 예를 들어, 케냐의 투르카나호에서, 악어들의 48.4%가 공복을 가지고 있다. 먹이 없이도 몇 달을 살 수 있다는 것을 의미하며, 먹이를 먹는 암컷들의 위는 항상 비어 있다.
나일악어는 주로 물 속에서 사냥을 하며, 물을 마시러 오거나 건너기 위해 물 속으로 들어오거나 물속으로 들어오는 육상 동물들을 공격한다. 악어는 주로 물 속에 몸을 거의 완전히 담그어 육상 동물들을 사냥한다. 때때로 악어는 눈과 콧구멍만이 보이도록 조용히 수면으로 떠오르며, 자국을 향해 조용하고 은밀하게 헤엄친다. 이러한 공격은 갑작스럽고 예측할 수 없다. 악어는 몸을 물 밖으로 밀어내고 먹이를 잡는다. 어떤 경우에는 머리와 상체가 더 많이 보이기도 하는데, 특히 육상의 먹잇감이 높은 곳에 있을 때는 제방 꼭대기나 나뭇가지 위에서 먹잇감의 방향을 감지한다. 악어의 이빨은 살을 찢는 용도가 아니라 깊은 곳으로 가라앉혀 먹잇감을 붙잡는 용도로 사용된다. 큰 성인의 경우 5,000lbf에 달하는 엄청난 물림 힘은 먹잇감이 그 손을 벗어날 수 없도록 해준다. 잡아먹는 먹잇감은 악어보다 훨씬 작은 경우가 많으며, 이러한 먹잇감은 쉽게 제압하고 삼킬 수 있다. 몸집이 큰 먹잇감에 대해서는 악어의 신체적 힘과 무게에 달려 있으며, 악어가 갑자기 머리를 후려쳐 죽거나 다른 악어들의 도움으로 먹잇감을 갈기도 한다.

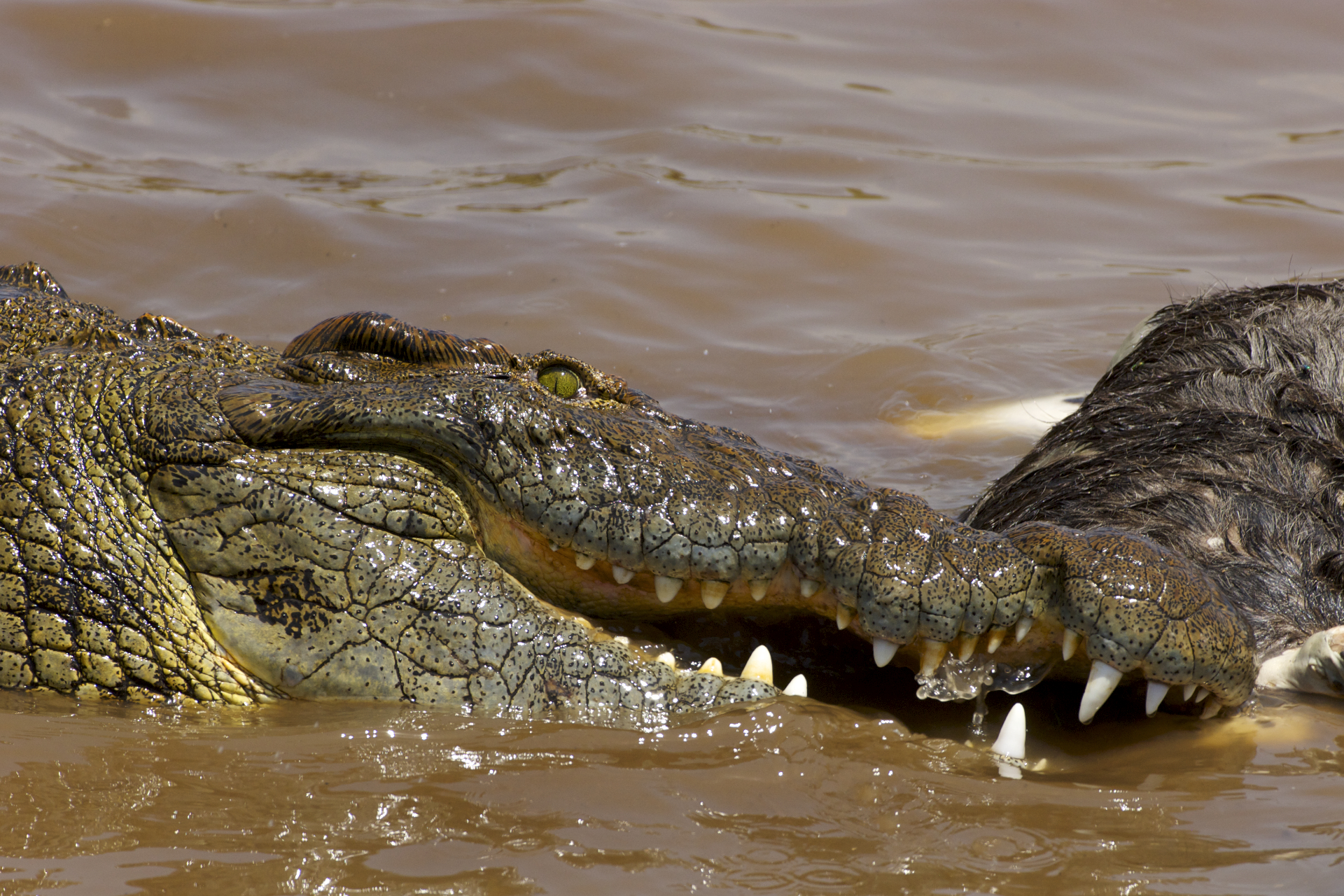
마사이마라에서 죽은 야생 짐승을 잡아먹는 나일악어

아성체와 몸집이 더 작은 나일악어는 몸과 꼬리를 이용해 물고기 무리를 둑 쪽으로 몰며 머리를 빠르게 옆으로 홱 잡아먹는다. 이 종의 일부 악어들은 습관적으로 꼬리를 이용해 육지의 먹이를 균형을 잃도록 하고, 때로는 먹이 표본을 물 속으로 강제로 집어넣어 더 쉽게 익사시킬 수도 있다. 그들은 또한 협력하여 강을 가로질러 반원을 형성하여 이동하는 물고기를 막는다. 가장 지배적인 악어가 먼저 먹는다. 그들의 몸 대부분을 물 속에 숨긴 채 누워있는 능력과 짧은 거리에서의 속도를 결합하여 더 큰 먹이를 찾는 데 효과적인 기회주의적 사냥꾼이 된다. 그들은 이러한 먹이를 강력한 턱으로 잡고, 물 속으로 끌고 들어가 익사할 때까지 그 아래에서 붙잡는다. 그들은 사자나 표범과 같은 다른 포식자로부터도 캐내거나 살인을 훔친다. 나일악어 무리는 사체를 먹기 위해 수로에서 수백 미터를 이동할 수도 있다. 그들은 또한 죽은 하마 (때로는 서너 마리의 악어도 포함)를 집단으로 먹기도 한다. 악어의 위에서 나오는 음식의 대부분은 부육을 청소하는 데서 나올 수 있으며, 악어들은 육지의 독수리나 하이에나처럼 때로는 비슷한 역할을 수행하는 것으로 간주될 수 있다. 일단 그들의 먹이가 죽으면, 그들은 고기 덩어리를 뜯어 삼킨다. 무리가 킬을 공유할 때, 그들은 서로를 지렛대로 사용하며, 세게 물고 나서 몸을 비틀어 "데스 롤"에서 큰 고기 조각을 뜯어낸다. 그들은 또한 구르고 찢기 전에 먹이를 나뭇가지나 돌 아래에 묵혀줌으로써 필요한 지렛대를 얻을 수도 있다.
나일악어는 가장 잘 적응하는 물속과 그 밖에서 먹이를 먹는 독특한 포식 행동을 가지고 있는데, 이는 종종 자신보다 두 배나 큰 다른 동물들에게 예측할 수 없는 공격을 일으킨다. 육지에서의 사냥은 대부분 물 가장자리에서 최대 50m 떨어진 숲길이나 길가에 매복을 입고 누워 밤에 한다. 육지에서의 속도와 민첩성이 대부분의 육지 동물들과 비교가 안 되기 때문에, 육지에서의 사냥에서 성공할 가능성을 가지려면 그들은 불분명한 초목이나 지형을 사용해야 한다. 한 예로, 성체 악어가 임바발라를 죽이기 위해 물에서 둑으로 돌진하여 물 속으로 끌고 들어가는 대신 육지에서 부시의 덮개 안으로 더 나아가 죽이는 것이 관찰되었다. 두 마리의 성체 이하의 악어들이 한 때 니알라영양의 사체를 일제히 육지로 옮기는 것이 목격되었다. 남아프리카 공화국에서, 사바나 지역의 수원에서 멀리 떨어진 사냥감 관리인은 악어가 뛰어올라 당나귀의 목을 잡은 다음 먹이를 끌고 가는 것을 보았다고 보고했다. 아프리카민발톱수달을 포함하여, 작은 육식동물은 쉽게 기회를 포착한다.

### 특정 간 약탈적 관계
사하라 남쪽의 풍부한 아프리카 생물권에 서식하는 나일악어는 다른 대형 포식자들과 접촉할 수 있다. 나일악어가 서식하는 생태계에서 독특한 위치를 차지하는 이유는 수생대와 관련된 먹이 사냥과 물속에서 일생의 대부분을 보내는 유일한 대형 네발동물 육식동물이기 때문이다. 아프리카의 대형 포유류 포식자는 종종 사회적 동물이며 거의 전적으로 육지에서만 먹이를 먹어야 한다. 나일악어는 최상위 포식자의 강력한 예이다. 악어는 물 밖에서는 사자, 치타, 표범으로 대표되는 다른 사바나 포식자, 특히 큰 고양이와 경쟁할 수 있다. 일반적으로 큰 고양이와 악어는 서로 기피하는 관계를 맺고 있다. 때때로 일반적인 먹이가 부족해지면 사자와 악어는 서로 육지에서 킬을 훔치고 크기에 따라 서로를 지배하게 된다. 두 종은 모두 부육에 끌릴 수 있으며 때때로 죽이거나 부육 둘 다에 대해 싸울 수 있다. 먹이를 둘러싼 대부분의 갈등은 물 근처에서 발생하며, 대형 육식동물 사이에 심각한 싸움이나 유혈 사태가 발생하는 경우는 거의 없지만 말 그대로 어느 쪽이든 끝날 수 있는 사체를 놓고 줄다리기를 벌일 수 있다. 협박 표시를 통해 이러한 갈등을 해결할 수도 있다. 그러나 크기 차이가 두드러지면 포식자들이 서로를 잡아먹을 수도 있다.

## 번식

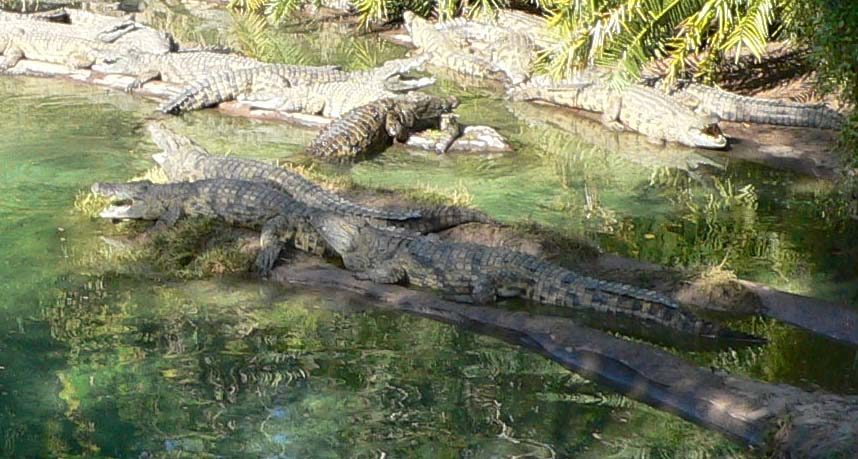
디즈니 애니멀 킹덤의 킬리만자로 사파리에 있는 나일악어 떼

평균적으로 성 성숙은 12세에서 16세 사이에 이루어진다. 수컷의 경우, 성 성숙의 시작은 길이 약 3.3m, 질량 155kg으로 상당히 일치하여 발생한다. 반면, 암컷의 경우는 오히려 더 가변적이며, 성 성숙 시 크기에 따른 지역 개체의 건강성을 나타낼 수 있다. 평균적으로 암컷의 성 성숙은 길이가 2.2~3m에 도달할 때 발생한다. 마찬가지로, 남아프리카의 광범위한 연구에 따르면 성 성숙이 시작될 때 암컷의 평균 길이는 2.33m였다. 그러나 성 성숙이 늦어지는 것은 악어가 지나치게 많은 것으로 생각되는 반대쪽 극단의 개체군에서 발생하는 것으로 보이며, 때로는 암컷이 1.5m 정도로 작을 때 알을 낳는다.
남아프리카의 평균 번식 암컷은 3~3.6m 사이이다. 이전 연구에 따르면 3m 미만의 암컷은 번식이 일관되지 않고 클러치 크기가 더 작으며, 2.75m의 암컷은 35개 이상의 알을 낳지 않는 반면, 3.64m의 암컷은 최대 95개의 알을 낳을 수 있다고 한다. 1.83m의 투르카나호에서 새로 성숙한 암컷의 평균 클러치 크기는 15개에 불과했다. 암컷은 평생 동안 수컷과 마찬가지로 계속 성장하지만, 투르카나호에서 길이가 3.2m가 훨씬 넘는 암컷은 일정 연령과 크기를 지나면 더 이상 번식하지 못한다(여기서 조사한 암컷의 생리학적 근거). 그러나 보츠와나와 남아프리카 공화국의 후속 연구에 따르면 암컷이 최소 4.1m 길이로 둥지를 튼다는 증거가 발견되었다. 남아프리카 공화국의 올리펀트강에서는 가장 건조한 해에 더 큰 암컷(3m 이상)만 둥지를 틀었기 때문에 강우량이 둥지를 튼 암컷의 크기에 영향을 미쳤다. 올리펀트강을 따라 번식하는 암컷은 짐바브웨의 암컷보다 전반적으로 더 컸다. 대부분의 암컷은 2~3년에 한 번만 둥지를 틀고 성숙한 수컷은 매년 번식할 수 있다.

## 환경 상태
환경 보호 단체들은 나일악어의 주요 위협이 결국 서식지 손실, 오염, 사냥, 어망에 우연히 얽히는 것과 같은 인간 활동이라고 결정했다. 나일악어는 고대부터 사냥되어 왔지만, 쉽게 구할 수 있는 총기의 등장은 잠재적으로 위험한 파충류를 죽이는 것을 훨씬 더 쉽게 만들었다. 이 종은 1940년대부터 1960년대까지 주로 고급 가죽을 위해 훨씬 더 큰 규모로 사냥되기 시작했으며, 치료 효과가 있다고 알려진 고기를 위해 사냥하기도 했다. 개체군은 심각하게 고갈되었고 종은 멸종에 직면했다. 국내 법률 및 국제 무역 규정으로 인해 많은 지역에서 부활했으며 종 전체가 더 이상 완전히 멸종 위협에 처해 있지 않다. 나일악어의 지위는 1970년대까지 지역적 번영과 보존된 습지의 범위에 따라 다양했다. 그러나 많은 대형 동물 종의 경우 보호 여부와 상관없이 박해와 밀렵이 계속되어 왔으며 1950년대와 1980년대 사이에 약 300만 마리의 나일악어가 가죽 거래를 위해 인간에 의해 도살되었다. 남아프리카 공화국의 시바야호에서는 지난 세기 가죽 거래 이후 나일악어가 회복할 수 없게 된 직접적인 원인으로 21세기에 박해가 계속되고 있는 것으로 밝혀졌다. 이 종의 회복은 상당히 점진적인 것으로 보이며 악어 개체수를 회복하기 위해 회복된 지역은 거의 없는데, 즉 가죽 거래가 절정에 달했던 시기와 비슷한 수준으로 지속 가능한 어린 악어 개체수를 생산하기에 크게 부족하다. 악어 '보호 프로그램'은 악어가 사냥꾼들로부터 멸종 위협 없이 안전하게 존재하는 인공적인 환경이다.

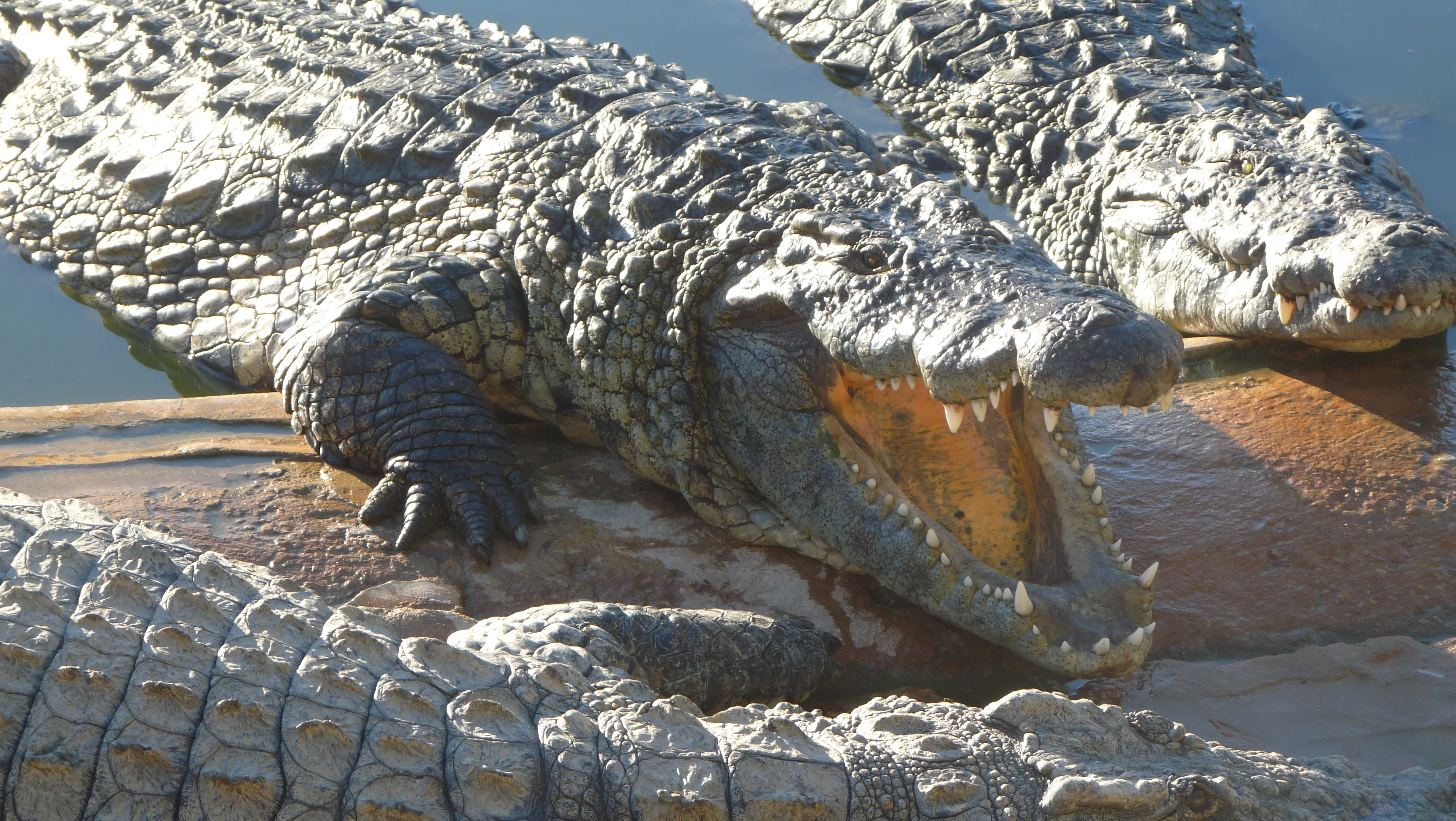
튀니지 제르바섬에 감금되어 있는 큰 성체 나일악어들

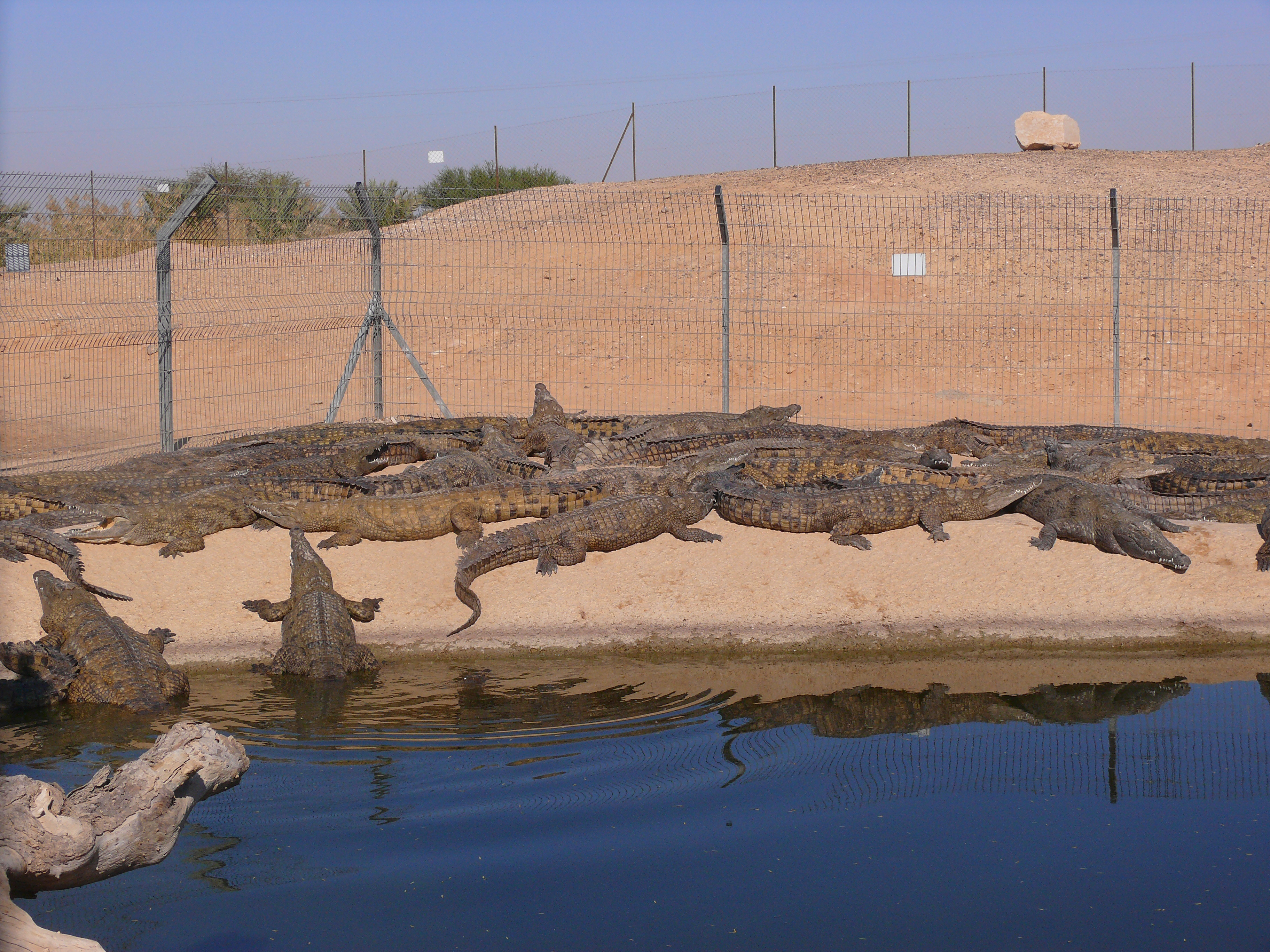
이스라엘에 감금되어 있는 나일악어들

오늘날 야생에서 250,000에서 500,000마리로 추정된다. IUCN 적색 목록은 나일악어를 "관심대상종(LR/lc)"으로 평가하고 있다. CITES는 나일악어의 범위 대부분을 부록 I (멸종위기에 처해 있음)에, 나머지는 목장 경영을 허용하거나 야생에서 채취한 가죽의 연간 할당량을 설정하는 부록 II (위협대상종은 아니지만 거래는 통제되어야 함)에 나열하고 있다. 나일악어는 소말리아, 에티오피아, 케냐, 잠비아, 짐바브웨를 포함한 동부 및 남부 아프리카의 많은 국가에 강력한 문서화된 개체군으로 널리 분포되어 있다. 이 종은 아프리카의 일부 지역에서 고기와 가죽을 위해 양식되었다. 악어의 가죽을 얻기 위해 목장을 운영하는 것에 초점을 맞춘 성공적인 지속 가능한 수확량 프로그램이 이 지역에서 성공적으로 시행되었고, 할당량이 있는 국가조차도 목장 운영으로 나아가고 있다. 1993년에는 80,000마리의 나일악어 가죽이 생산되었는데, 대부분이 짐바브웨와 남아프리카 공화국의 목장에서 생산되었다. 악어 양식은 짐바브웨에서 몇 안 되는 산업 중 하나이다. 미시시피악어 고기와 달리, 나일악어 고기는 투르카나인과 같은 부족들이 기회주의적으로 악어 고기를 먹고 살 수 있기 때문에 먹을 수 있지만 일반적으로 입맛에 맞지 않는 것으로 여겨진다. 나일악어 고기는 "말할 수 없는" 불쾌한 맛과 기름진 질감, 그리고 "퇴마성" 냄새가 난다.

### 인간에 대한 공격
나일악어에 대한 사냥과 일반적인 적대감의 대부분은 식인종이라는 명성에서 비롯된 것이며, 이는 완전히 정당화되지 않은 것은 아니다. 대부분의 공격이 보고되지 않았음에도 불구하고 나일악어와 바다악어는 매년 수백 명(아마도 수천 명)의 사람을 죽이는 것으로 추정되며, 이는 다른 모든 악어 종을 합친 것보다 많은 수치이다.  이 종은 다른 살아있는 악어보다 사람들에게 훨씬 더 공격적이지만(악어 공격 추정치에 따르면 통계적으로 뒷받침되는 것처럼), 나일악어는 바다악어보다 인간에게 공격적으로 행동하거나 인간을 잠재적인 먹이로 간주할 가능성이 특별히 더 높지 않다. 그러나 바다악어를 포함한 다른 "식인" 악어 종과 달리 나일악어는 대부분의 서식지에서 인간 개체군과 가까이 살기 때문에 접촉이 더 빈번한다. 이 종은 큰 크기와 결합하면 공격 위험이 더 높다. 2.1m의 작은 악어는 어린이와 작은 성인 인간을 포함한 작은 유인원과 사람과를 제압하고 성공적으로 먹이를 먹을 수 있지만, 인간에 대한 치명적인 공격의 대부분은 길이가 3m가 넘는 악어에 의한 것으로 알려져 있다.

## 갤러리

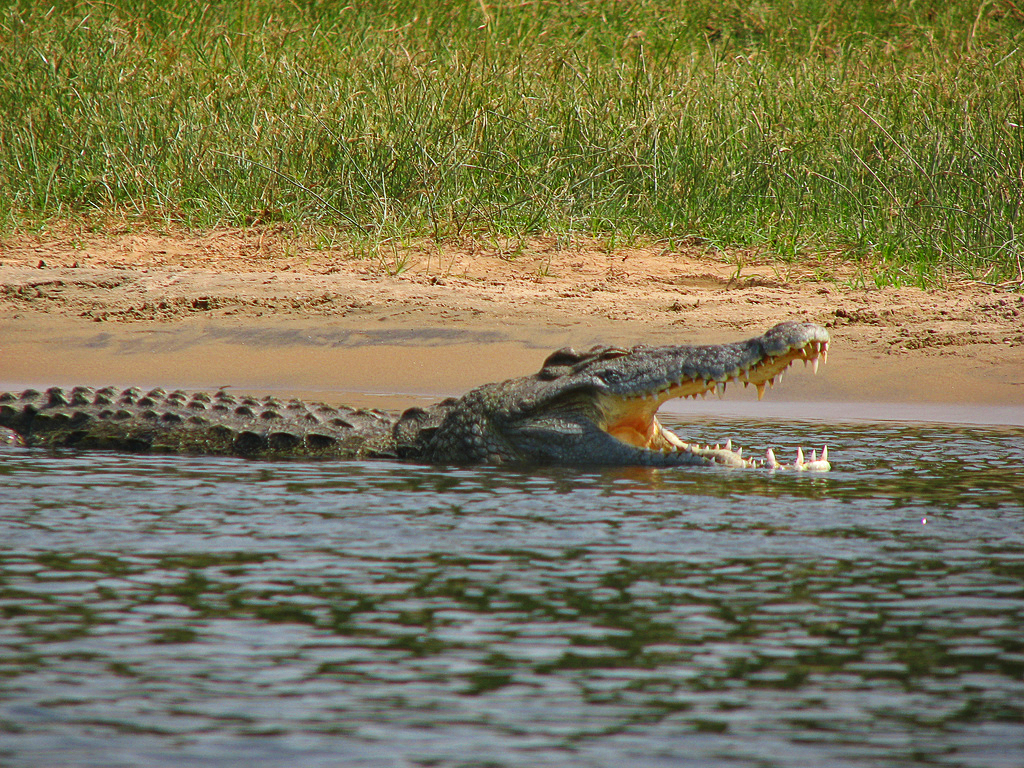
물에서 헤엄치고 있는 나일악어
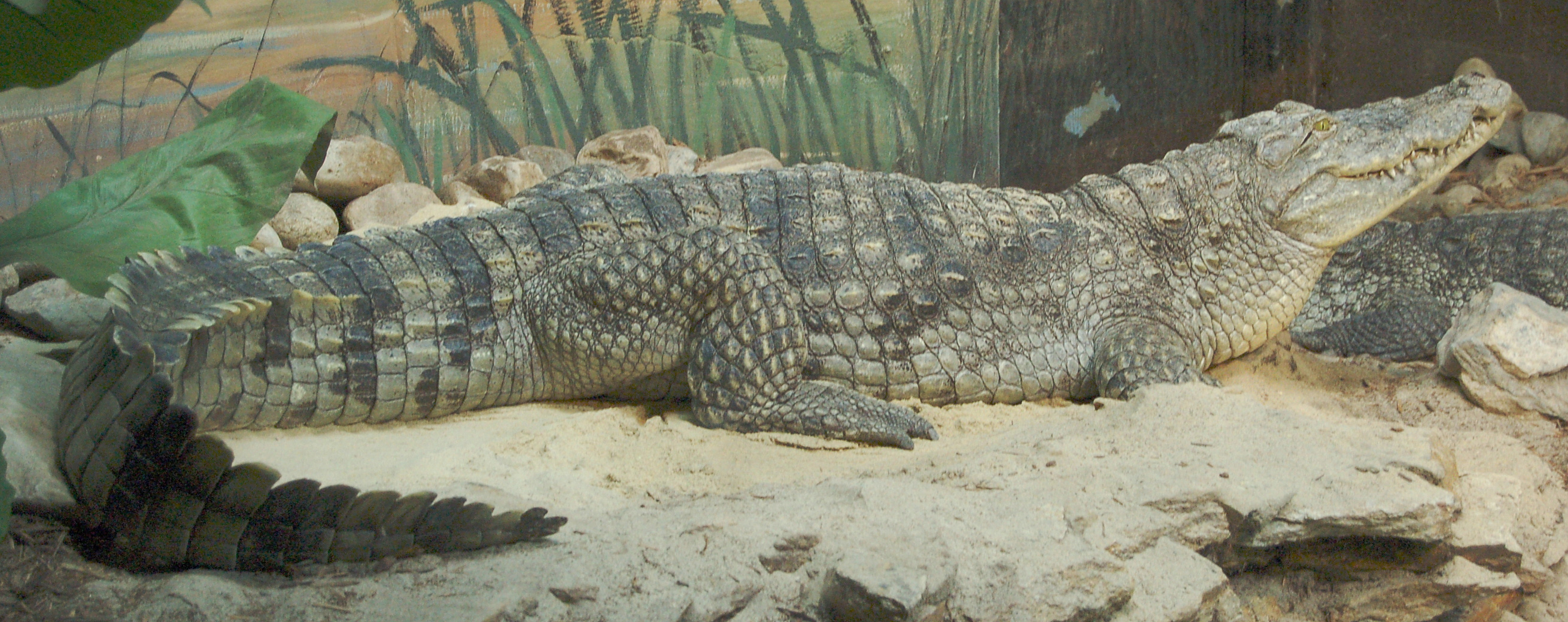
측면에서 본 나일악어
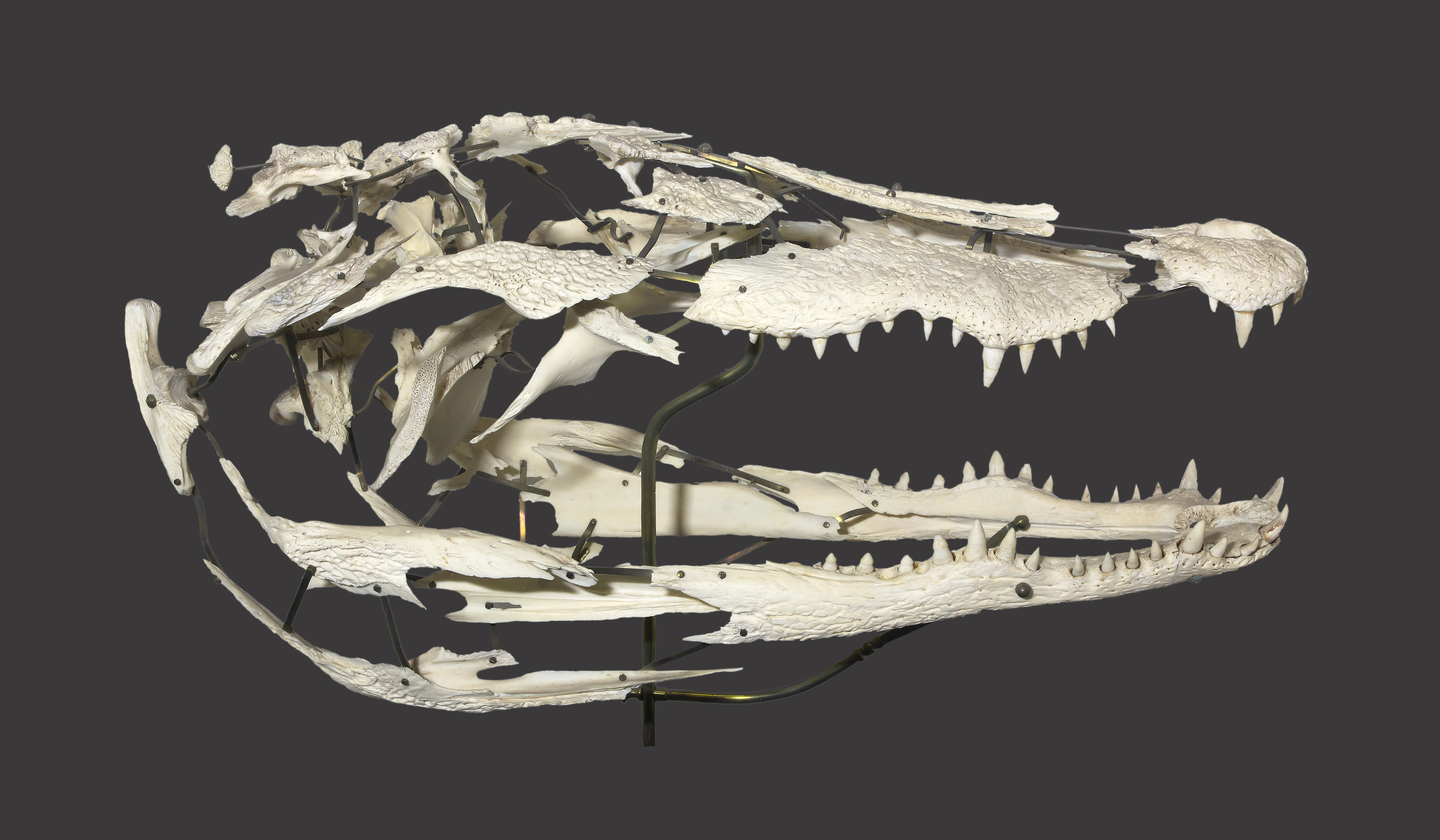
골격
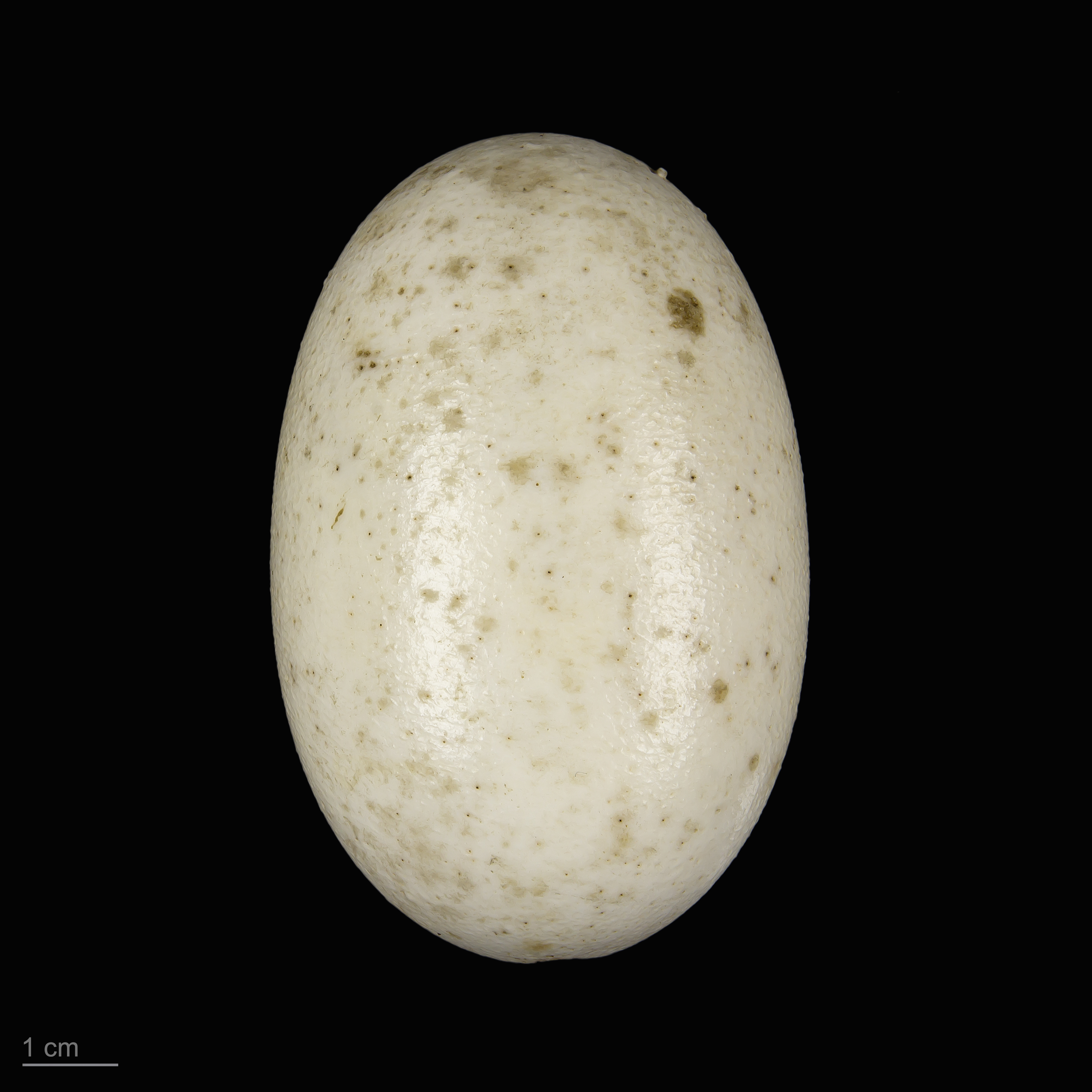
알